# Vaugrigneuse
Vaugrigneuse ist eine französische Gemeinde mit 1.451 Einwohnern (Stand: 1. Januar 2022) im Département Essonne in der Region Île-de-France. Sie gehört zum Arrondissement Palaiseau und zum Kanton Dourdan. Die Einwohner werden Valgrigniens genannt.

## Geographie
Vaugrigneuse liegt rund 32 Kilometer südwestlich von Paris am Flüsschen Prédecelle. Umgeben wird Vaugrigneuse von den Nachbargemeinden Briis-sous-Forges im Norden und Nordosten, Courson-Monteloup im Osten, Saint-Maurice-Montcouronne im Südosten und Süden, Le Val-Saint-Germain im Süden, Angervilliers im Südwesten sowie Forges-les-Bains im Westen und Nordwesten.
Am Nordrand der Gemeinde verläuft die Autoroute A 10.

## Bevölkerungsentwicklung
| Jahr                       | 1962 | 1968 | 1975 | 1982 | 1990 | 1999 | 2006 | 2013 | 2019 |
| Einwohner                  | 281  | 338  | 508  | 700  | 903  | 1084 | 1203 | 1292 | 1355 |
| Quellen: Cassini und INSEE |      |      |      |      |      |      |      |      |      |

## Sehenswürdigkeiten
- Kirche Sainte-Marie-Madeleine aus dem 15. Jahrhundert
- Schloss Vaugrigneuse aus dem 17. Jahrhundert
- Schloss La Fontaine aux Cossons
- ehemaliges Waschhaus im Ortsteil Machery

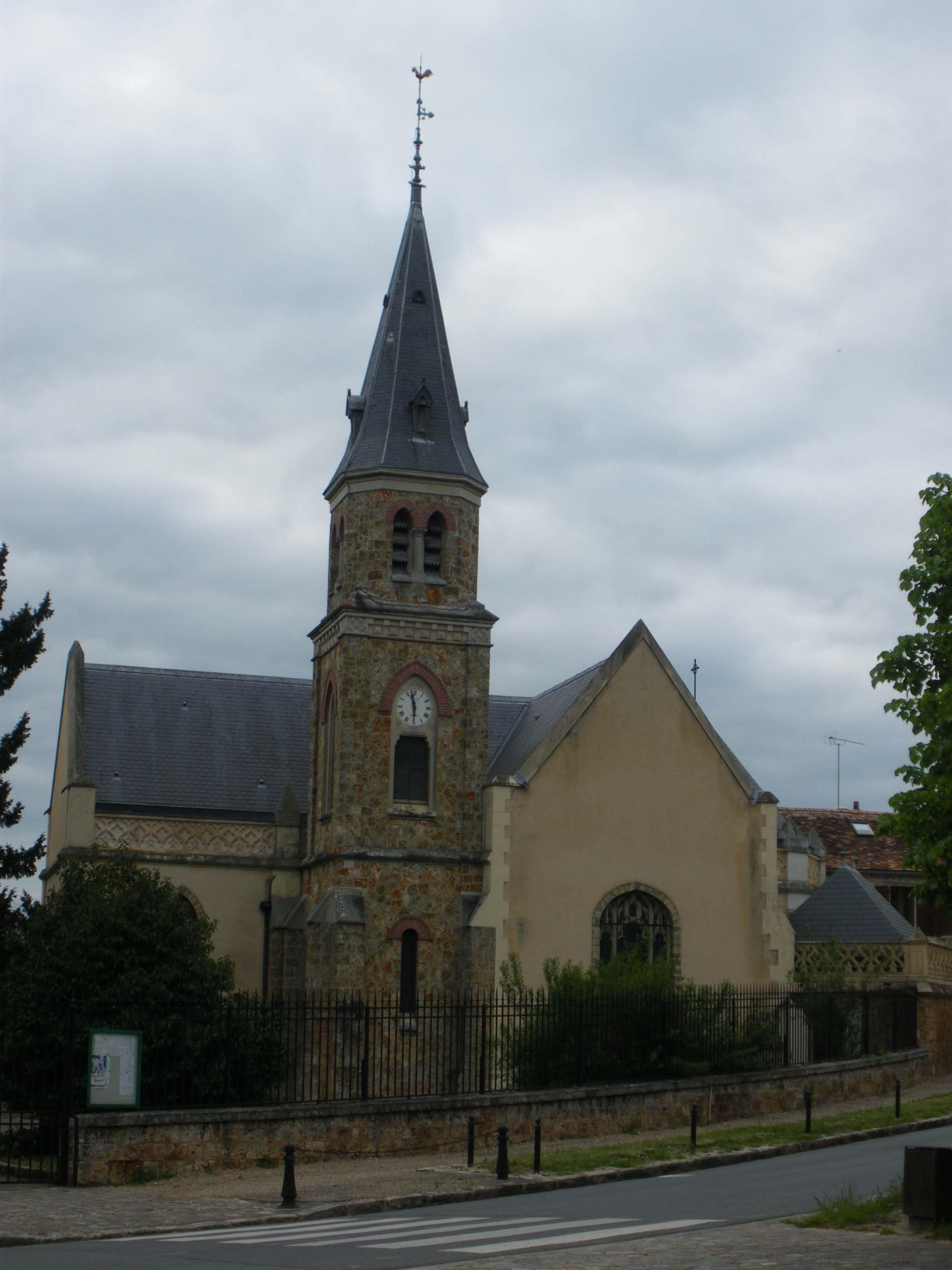
Kirche Sainte-Marie-Madeleine
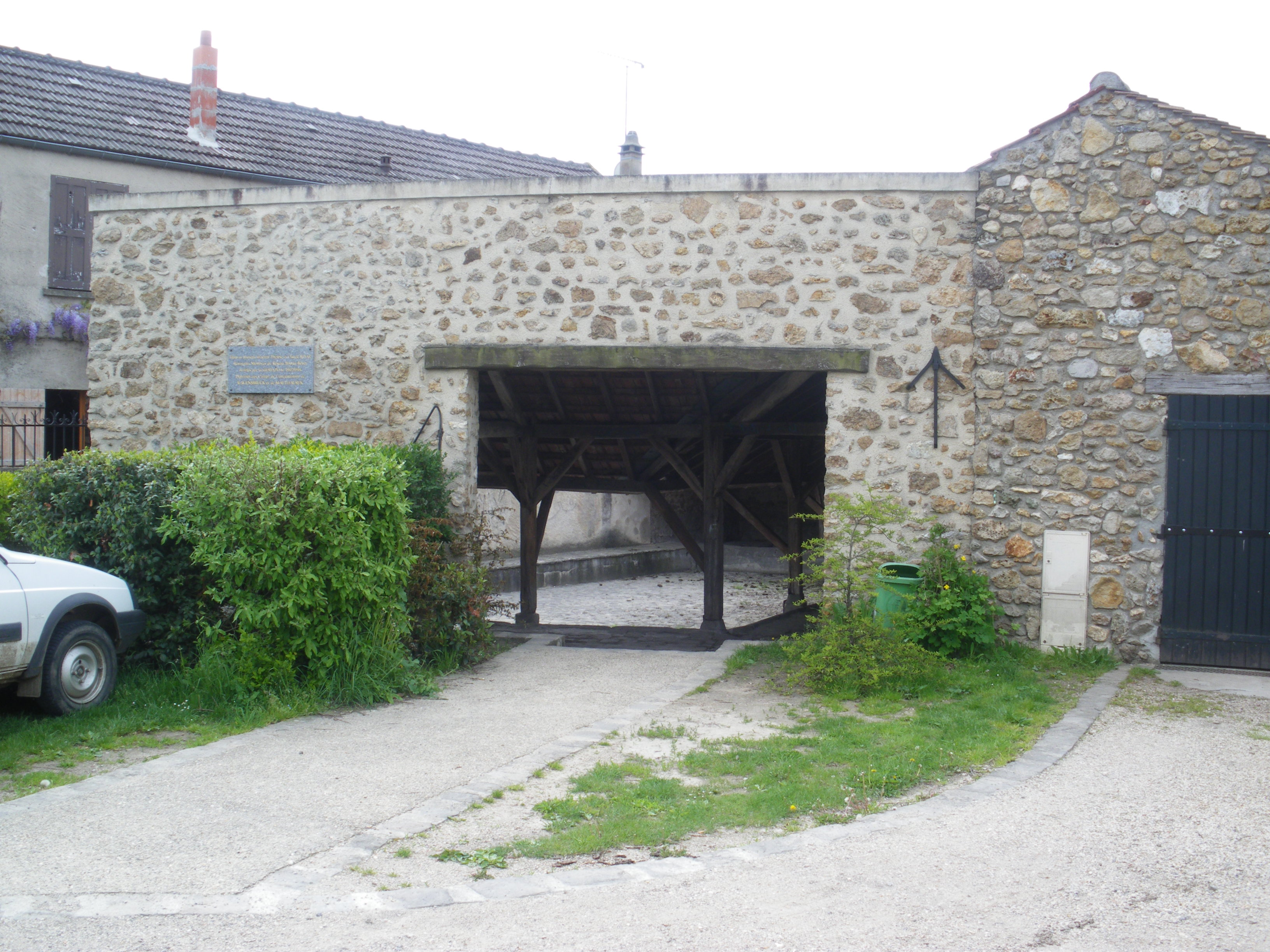
Ehemaliges Waschhaus